# Marlon López
Marlon Andrés López Moreno (Managua, 2 de noviembre de 1992) es un futbolista nicaragüense. Juega como mediocampista y actualmente milita en el Managua Fc de la Primera División de Nicaragua, 

## Selección nacional
Ha sido internacional con la Selección de fútbol de Nicaragua en tres ocasiones. Su debut se dio el 14 de agosto de 2014, en la derrota 0:3 frente a Guatemala en un partido amistoso disputado en la ciudad de Antigua Guatemala.

## Clubes
| Club                        | País       | Año         |
| --------------------------- | ---------- | ----------- |
| Real Estelí FC              | Nicaragua  | 2011 - Act. |
| Managua FC (Cedido)         | Nicaragua  | 2013 - 2015 |
| Santos de Guápiles (Cedido) | Costa Rica | 2016        |